# 自己価値感
自己価値感（じこかちかん）とは、自分自身に対してどれだけの価値があると感じているかという、自己の存在意義や価値に関する感情的・認知的な認識を指す心理学的概念である。
この言葉は、木村隆介による著書『悪魔への挑戦状』（郁朋社、2000年）において提唱され、その後、教育心理学者の根本橘夫が自身の著書『なぜ自信が持てないのか──自己価値感の心理学』（PHP新書、2007年）において紹介・展開している。
自己価値感は、自己肯定感や自尊感情（self-esteem）と深く関係しており、個人が人生において直面する困難や挑戦にどのように対処するかに影響を与えるとされる。教育・発達・臨床心理学などの分野では、特に児童や青年の心の発達、学習意欲、対人関係形成などにおいて重要な役割を果たす要素として研究されている。
根本橘夫は、自己価値感が高い人は、自己信頼感や他者との健全な関係性を築きやすい傾向にあると述べている。

## 類似概念との違い
- 自己肯定感：自己に対して肯定的な感情を持つ傾向。自己価値感はそれよりも広く、「自分に価値がある」と実感する根本的な認識を指す。
- 自尊感情（自尊心）：英語の“self-esteem”にあたる概念で、文化的・文脈的に自己価値感と重なる部分もあるが、用語の使われ方には違いがある。